# Thrór
En el universo imaginario de J. R. R. Tolkien, Thrór es un enano del linaje de Durin. Nacido en las Ered Mithrim en 2542 de la Tercera Edad, es hijo de Dáin I y bisnieto de Thráin I el fundador del Reino Enano Bajo la Montaña de Erebor, padre de Thráin II. Portador del último de los siete anillos de los Enanos.
Tras la muerte de su padre, en 2590 T. E., a manos de los dragones de frío de las Montañas Grises y la destrucción de la mayoría de las estancias enanas de esas montañas; condujo a su pueblo a la Montaña Solitaria donde reinstaló el reino, llevando consigo la Piedra del Arca. Durante su reinado, Erebor alcanzó el máximo esplendor, en cuanto a su comercio y a su producción de metales preciosos, además de armas y armaduras.
La fama de la Montaña Solitaria llegó a oídos del gran dragón alado Smaug el Dorado, y en 2770 T. E. atacó a los enanos en la montaña, destruyendo el Reino y expulsando a su población; además de destruir la cercana Ciudad de Valle. Thrór y su familia salvaron su vida milagrosamente escapando por la Puerta Secreta y dirigiéndose al sur, se instaló provisionalmente en las Tierras Brunas.
Ya muy viejo y cansado de la vida que llevaba abandonó las Tierras Brunas con el Enano Nár como acompañante, cediéndole los privilegios y su anillo a su hijo Thráin marchando hacia el Norte. Cruzaron el Paso del Cuerno Rojo y descendieron hasta Azanulbizar y al llegar a Moria es capturado por los Orcos que dominaban la Mina y fue muerto por el jefe orco Azog en 2790 T. E. Su cabeza fue arrojada a las escalinatas de la Puerta Principal ante los azorados ojos de Nár, en ella estaba grabado con runas Enanas el nombre de Azog, como advertencia sobre futuras incursiones enanas. Su cuerpo fue destrozado por los orcos y sus restos arrojados a los cuervos. Cuando Nár llevó ante Thráin la advertencia, este se enfureció y convocó a todos los enanos de la Tierra Media y tres años más tarde inició la cruenta guerra entre orcos y enanos, para vengar la afrenta.

Thrór llevó a la Gran Estancia de Thráin la Piedra del Arca, y él y su pueblo prosperaron y se enriquecieron y tuvieron la amistad de los Hombres de las cercanías. Porque no sólo hacían cosas asombrosas y bellas, sino también armas y armaduras de gran valor; y había un gran tráfico de minerales entre ellos y sus parientes de las Colinas de Hierro. De este modo los Hombres del Norte que vivían entre el Celduin (Río Rápido) y el Carnen (Aguas Rojas) se hicieron fuertes y rechazaron a todos los enemigos del Este; y los Enanos vivían en la abundancia y había fiestas y canciones en las Estancias de Erebor.
— J. R. R. Tolkien, El Señor de los Anillos, Apéndice A

| Predecesor: Dáin I                                       | Casa de Durin 2589 - 2790 T. E.                 | Sucesor: Thráin II                                            |
| Predecesor: Thorin I (Tras un largo periodo de abandono) | Rey bajo la Montaña de Erebor 2590 - 2770 T. E. | Sucesor: Thorin II Escudo de Roble (Tras la derrota de Smaug) |